# 아론 빈터르
아론 모하메드 빈터르(Aron Mohamed Winter, 1967년 3월 1일, 수리남 파라마리보 ~ )는 수리남 태생 네덜란드의 전 축구 선수이자 현 축구 지도자로 선수 시절 포지션은 미드필더였다.

## 선수 시절

### 클럽
1986년 네덜란드 에레디비시 명문 AFC 아약스 입단을 통해 프로에 첫 발을 내딛었고 이후 1992년까지 6년간 프로 공식전 242경기 56골을 기록하며 리그 1회 우승(1989-90) 및 6회 준우승(1985-86, 1986-87, 1987-88, 1988-89, 1990-91, 1991-92), KNVB컵 2연패(1986-87, 1987-88), 1986-87년 UEFA컵 위너스컵 우승, 1987-88년 UEFA컵 위너스컵 준우승, 1991-92년 UEFA 유로파리그 우승 등의 화려한 성과를 남겼다. 
이후 1992-93 시즌을 앞두고 이탈리아 세리에 A의 SS 라치오로 트레이드되어 1995-96 시즌까지 3년 동안 156경기 26골로 1993-94년 세리에 A 1993-94 4위, 세리에 A 1994-95 준우승, 코파 이탈리아 1994-95 4강, 세리에 A 1995-96 3위 입상, 네 시즌 연속 UEFA 유로파리그 진출 등에 기여하며 맹활약했다. 
그 뒤 1996-97 시즌을 앞두고 같은 리그의 강호 인테르 밀란의 유니폼으로 갈아입고 1998-99 시즌까지 공식전 119경기 3골을 기록하며 세리에 A 1996-97 3위, 코파 이탈리아 1996-97 4강, 세리에 A 1997-98 준우승, 1997-98년 UEFA 유로파리그 우승, 코파 이탈리아 1998-99 4강 등의 주역으로 활약했다. 
1998-99 시즌을 마친 후 친정팀인 AFC 아약스로 복귀하여 2000-01 시즌까지 63경기 4골을 기록했으나 팀은 이렇다할 성과를 거두지 못했고 2001-02 시즌에는 스파르타 로테르담의 임대 선수로 리그 32경기를 소화했으며 2002-03 시즌을 마친 후 프로 공식전 통산 613경기 90골의 기록을 남긴 채 17년간의 선수 생활을 마무리했다. 

### 국가대표팀
1987년부터 2000년까지 13년 동안 네덜란드 대표팀의 일원으로 국제 A매치 통산 84경기 6골을 기록했고 4번의 UEFA 유럽 축구 선수권 대회 본선과 3번의 FIFA 월드컵 본선에 출전하며 UEFA 유로 1988 우승, 1994년 FIFA 월드컵 8강, 1998년 FIFA 월드컵 4위, UEFA 유로 2000 4강 진출 등에 기여하며 네덜란드 대표팀의 핵심 수비수로 맹활약했다.

## 지도자 경력
선수 은퇴 후 2년이 지난 2005년 친정팀 아약스의 2군팀인 용 아약스의 수석 코치로 본격적인 지도자 커리어를 시작했고 이후 2011년 미국 MLS 소속팀이자 캐나다 프로축구팀인 토론토 FC의 사령탑을 맡아 캐나다 챔피언십 2연패(2011, 2012), 2011-12년 CONCACAF 챔피언스리그 4강 진출 등을 이끌었다. 
이후 2014년부터 2016년까지 네덜란드 U-19 대표팀 사령탑을 역임한 후 2016년 친정팀인 아약스로 복귀하여 2017년부터 2019년까지 아약스의 수석 코치로 에릭 텐하흐 감독을 보좌하며 에레디비시 2017-18 준우승, 에레디비시 2018-19 우승, 2018-19년 KNVB컵 우승, 2018-19년 UEFA 챔피언스리그 4강 진출 등에 공헌했다. 
그리고 2019년부터 2021년까지 2년 동안 그리스 축구 국가대표팀의 수석 코치로 아약스 시절 팀 동료였던 욘 판트스히프 감독을 보좌하며 UEFA 유로 2020 예선 J조 3위라는 나쁘지 않은 성적을 남겼으나 2018-19년 UEFA 네이션스리그 성적에서 같은 조 4위인 보스니아 헤르체고비나에 밀려 플레이오프 진출이 좌절되었다. 
그 뒤 2022년 9월 6일 자신의 모국이자 사촌의 조국인 수리남 축구 국가대표팀의 사령탑으로 선임된 후 첫 대회인 2022년 ABCS 국제축구대회에서 수리남의 준우승을 이끌었다.

## 수상

### 클럽 (선수)
AFC 아약스
- 에레디비시 : 우승 (1989-90), 준우승 (1985-86, 1986-87, 1987-88, 1988-89, 1990-91, 1991-92)
- KNVB컵 : 우승 (1986-87, 1987-88)
- UEFA 컵위너스컵 : 우승 (1986-87), 준우승 (1987-88)
- UEFA 유로파리그 : 우승 (1991-92)

 SS 라치오
- 세리에 A : 준우승 (1994-95), 3위 (1995-96), 4위 (1993-94)
- 코파 이탈리아 : 4강 (1994-95)

 인테르 밀란
- 세리에 A : 준우승 (1997-98), 3위 (1996-97)
- 코파 이탈리아 : 4강 (1996-97, 1998-99)
- UEFA 유로파리그 : 우승 (1997-98)

### 국가대표팀 (선수)
네덜란드
- FIFA 월드컵 : 4위 (1998)
- UEFA 유럽 축구 선수권 대회 : 우승 (1988), 3위 (2000)

### 클럽 (지도자)
토론토 FC
- 캐나다 챔피언십 : 우승 (2011, 2012)
- CONCACAF 챔피언스리그 : 4강 (2011-12)

AFC 아약스 (수석 코치)
- 에레디비시 : 우승 (2018-19), 준우승 (2017-18)
- KNVB컵 : 우승 (2018-19)
- UEFA 챔피언스리그 : 4강 (2018-19)

### 국가대표팀 (지도자)
수리남
- ABCS 국제축구대회 : 준우승 (2022)

### 개인
- 네덜란드 올해의 선수 : 1986